# Curtis Fleming
Curtis Fleming (Manchester, 8 ottobre 1968) è un ex calciatore e allenatore di calcio irlandese con cittadinanza inglese, di ruolo difensore, vice allenatore del Charlton.

## Statistiche

### Cronologia presenze e reti in nazionale
| Cronologia completa delle presenze e delle reti in nazionale ― Irlanda | Cronologia completa delle presenze e delle reti in nazionale ― Irlanda | Cronologia completa delle presenze e delle reti in nazionale ― Irlanda | Cronologia completa delle presenze e delle reti in nazionale ― Irlanda | Cronologia completa delle presenze e delle reti in nazionale ― Irlanda | Cronologia completa delle presenze e delle reti in nazionale ― Irlanda | Cronologia completa delle presenze e delle reti in nazionale ― Irlanda | Cronologia completa delle presenze e delle reti in nazionale ― Irlanda |
| Data                                                                   | Città                                                                  | In casa                                                                | Risultato                                                              | Ospiti                                                                 | Competizione                                                           | Reti                                                                   | Note                                                                   |
| ---------------------------------------------------------------------- | ---------------------------------------------------------------------- | ---------------------------------------------------------------------- | ---------------------------------------------------------------------- | ---------------------------------------------------------------------- | ---------------------------------------------------------------------- | ---------------------------------------------------------------------- | ---------------------------------------------------------------------- |
| 24-4-1996                                                              | Praga                                                                  | Rep. Ceca                                                              | 2 – 0                                                                  | Irlanda                                                                | Amichevole                                                             | -                                                                      | 46’                                                                    |
| 29-5-1996                                                              | Dublino                                                                | Irlanda                                                                | 0 – 1                                                                  | Portogallo                                                             | Amichevole                                                             | -                                                                      |                                                                        |
| 2-6-1996                                                               | Dublino                                                                | Irlanda                                                                | 2 – 2                                                                  | Croazia                                                                | Amichevole                                                             | -                                                                      | 61’                                                                    |
| 4-6-1996                                                               | Rotterdam                                                              | Paesi Bassi                                                            | 3 – 1                                                                  | Irlanda                                                                | Amichevole                                                             | -                                                                      | 76’                                                                    |
| 9-6-1996                                                               | Foxborough                                                             | Stati Uniti                                                            | 2 – 1                                                                  | Irlanda                                                                | U.S. Cup 1996                                                          | -                                                                      | 40’                                                                    |
| 12-6-1996                                                              | East Rutherford                                                        | Messico                                                                | 2 – 2                                                                  | Irlanda                                                                | U.S. Cup 1996                                                          | -                                                                      |                                                                        |
| 15-6-1996                                                              | East Rutherford                                                        | Irlanda                                                                | 3 – 0                                                                  | Bolivia                                                                | U.S. Cup 1996                                                          | -                                                                      |                                                                        |
| 21-5-1997                                                              | Dublino                                                                | Irlanda                                                                | 5 – 0                                                                  | Liechtenstein                                                          | Qual. Mondiali 1998                                                    | -                                                                      | 62’                                                                    |
| 11-10-1997                                                             | Dublino                                                                | Irlanda                                                                | 1 – 1                                                                  | Romania                                                                | Qual. Mondiali 1998                                                    | -                                                                      | 89’                                                                    |
| 23-5-1998                                                              | Dublino                                                                | Irlanda                                                                | 0 – 0                                                                  | Messico                                                                | Amichevole                                                             | -                                                                      |                                                                        |
| Totale                                                                 |                                                                        | Presenze                                                               | 10                                                                     |                                                                        | Reti                                                                   | 0                                                                      |                                                                        |

### Carriera da allenatore
| Stagione        | Squadra           | Campionato      | Campionato | Campionato | Campionato | Campionato | Coppe nazionali | Coppe nazionali | Coppe nazionali | Coppe nazionali | Coppe nazionali | Coppe continentali | Coppe continentali | Coppe continentali | Coppe continentali | Coppe continentali | Altre coppe | Altre coppe | Altre coppe | Altre coppe | Altre coppe | Totale | Totale | Totale | Totale | % Vittorie | Piazzamento |
| Stagione        | Squadra           | Comp            | G          | V          | N          | P          | Comp            | G               | V               | N               | P               | Comp               | G                  | V                  | N                  | P                  | Comp        | G           | V           | N           | P           | G      | V      | N      | P      | %          | Piazzamento |
| --------------- | ----------------- | --------------- | ---------- | ---------- | ---------- | ---------- | --------------- | --------------- | --------------- | --------------- | --------------- | ------------------ | ------------------ | ------------------ | ------------------ | ------------------ | ----------- | ----------- | ----------- | ----------- | ----------- | ------ | ------ | ------ | ------ | ---------- | ----------- |
| 2020-2021       | RoundGlass Punjab | IL              | 15         | 6          | 4          | 5          | SC              | -               | -               | -               | -               | -                  | -                  | -                  | -                  | -                  | -           | -           | -           | -           | -           | 15     | 6      | 4      | 5      | 40,00      | 4°          |
| Totale carriera | Totale carriera   | Totale carriera | 15         | 6          | 4          | 5          |                 |                 |                 |                 |                 |                    |                    |                    |                    |                    |             |             |             |             |             | 15     | 6      | 4      | 5      | 40,00      |             |

## Palmarès

### Giocatore

#### Competizioni nazionali
- Premier Division (Irlanda): 1

St Patrick's Athletic: 1989-1990
- First Division: 1

Middlesbrough: 1994-1995